# Люк Вілкшир
Люк Вілкшир (англ. Luke Wilkshire, нар. 2 жовтня 1981, Вуллонгонг) — колишній австралійський футболіст, захисник. По завершенні ігрової кар'єри — футбольний тренер.

## Біографія

### Клуб
Вілкшир почав футбольну кар'єру, виступаючи за футбольний клуб рідного міста «Албіон Парк». Наступним кроком у його кар'єрі став виступ за молодіжну команду «Вуллонгонг Вулвз», в якій він провів кілька сезонів. У 1997 році Люк переїхав до Канберри, де виступав за молодіжну команду Австралійського інституту спорту.
У 1998 році Вілкшир переїжджає до Великої Британії і підписує контракт з молодіжною командою футбольного клубу «Мідлсбро». Попри те, що Люк кілька разів грав в основі, у тому числі у важливій грі з «Арсеналом» і в півфіналі Кубка Англії, він так і не потрапив до основного складу свого клубу. Для отримання ігрової практики Вілкшир приймає рішення перейти в клуб «Бристоль Сіті». Досвід гри за основу, заради якого Люк пожертвував місцем у клубі Прем'єр-ліги, пішов йому на користь: Вілкшир не тільки поліпшив свою техніку, а й став одним з основних гравців у складі «Брістоля». 
У 2006 році менеджмент нідерландського клубу «Твенте», оцінивши гру молодого футболіста в ході чемпіонату світу 2006, запропонував йому трирічний контракт. 
26 серпня 2008 року «Динамо» (Москва) викупив контракт Вілкшира. За повідомленнями російських ЗМІ вартість трансферу склала близько 6 мільйонів євро. У той же час західні видання оцінили угоду в 2 млн євро. .
Вілкшир дебютував в російському чемпіонаті 31 серпня в матчі проти ФК «Москва». 27 вересня 2008 в рамках 23 туру російської Прем'єр-Ліги проти «Крил Рад» забив свій перший гол за «Динамо», реалізувавши пенальті.
31 липня 2014 підписав однорічний контракт з «Феєноордом».

### Збірна

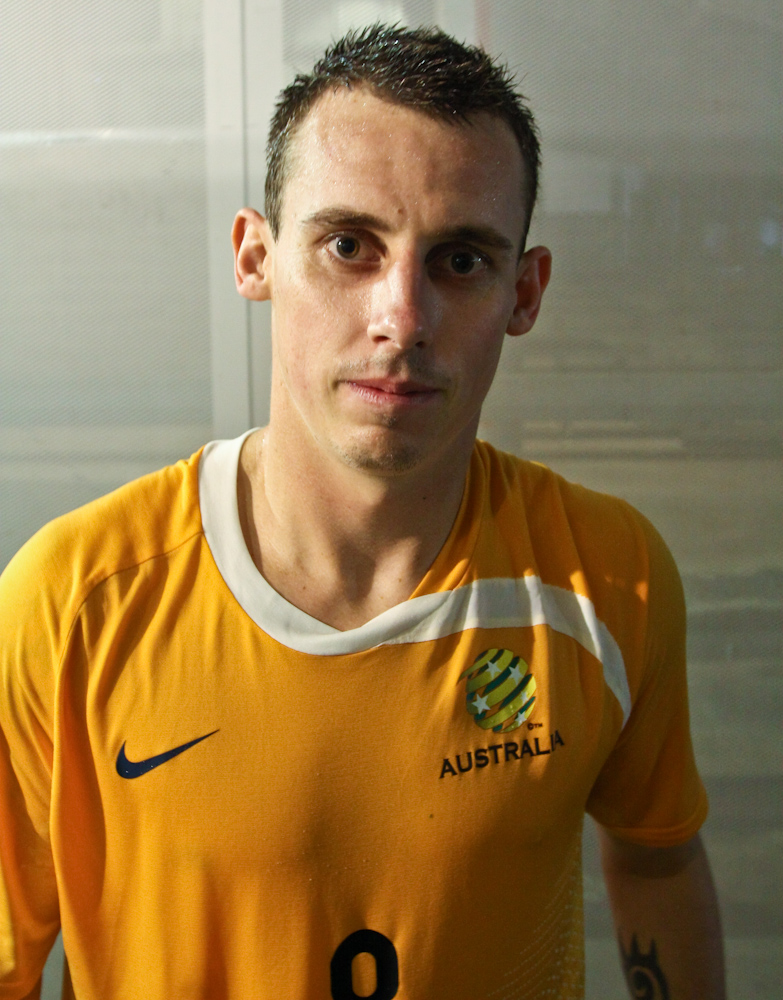
Люк Вілкшир у збірній Австралії

Виступав на молодіжному чемпіонаті світу 2001, а також на Олімпіаді 2004 в Афінах. У 2004 році дебютував у національній збірній Австралії. На ЧС-2006 дебютував в матчі зі збірною Японії, а потім замінив вибулого Бретта Емертона в матчі зі збірною Італії, показавши стабільну і впевнену гру. На ЧС-2010 зіграв у всіх трьох матчах збірної. На Кубку Азії 2011 зіграв у 5 із 6 матчів збірної, включно з фіналом, здобувши срібні медалі турніру.

#### Голи за збірну
| Гол | Дата              | Місце                    | Суперник  | Рахунок | Результат | Турнір                |
| --- | ----------------- | ------------------------ | --------- | ------- | --------- | --------------------- |
| 1.  | 14 листопада 2009 | Маскат, Оман             | Оман      | 1–1     | 2-1       | Кваліфікація КАз-2011 |
| 2.  | 6 січня 2010      | Ель-Кувейт, Кувейт       | Кувейт    | 1–0     | 2-2       | Кваліфікація КАз-2011 |
| 3.  | 7 вересня 2010    | Краків, Польща           | Польща    | 2–1     | 2–1       | Товариська гра        |
| 4.  | 29 березня 2011   | Менхенгладбах, Німеччина | Німеччина | 2–1     | 2–1       | Товариська гра        |

## Досягнення
- Переможець Молодіжного чемпіонату ОФК: 2001
- Бронзовий призер чемпіонату Росії: 2008
- Срібний призер Кубка Азії: 2011
- Володар Кубка Австралії: 2017